# دوبری دو (ایوانگیتسا)
دوبری دو (به صربی: Dobri Do) یک منطقهٔ مسکونی در صربستان است که در ایوانئیتسا واقع شده‌است. دوبری دو ۴۵٫۹۶ کیلومتر مربع مساحت و ۲۴۴ نفر جمعیت دارد.